# Невинский, Виктор Васильевич
Ви́ктор Васи́льевич Неви́нский (1929—1995) — советский физик-гидродинамик и писатель-фантаст.

## Научная деятельность
В 1953 году с отличием окончил Ленинградский политехнический институт имени М. И. Калинина по специальности «Турбиностроение» и был оставлен при кафедре в должности научного сотрудника.

В ноябре 1956 года заведующий кафедрой «Теоретические основы теплотехники» профессор К. И. Страхович пригласил Невинского на должность ассистента. Работая на этой кафедре, в качестве ведущего лектора около сорока лет читал все основные курсы кафедры — «Техническую термодинамику», «Теплопередачу» и «Гидрогазодинамику». Подготовил и издал конспект лекций по курсу «Гидромеханика и газодинамика» в трёх выпусках (1972; 1975; 1980).
В конце 1970-х годов организовал научную группу по исследованию термогазодинамики двухфазных течений и термодинамическими свойствами рабочих тел.
Кандидат технических наук, доцент кафедры «Теоретические основы теплотехники» Санкт-Петербургского государственного политехнического университета.
В конце жизни работал над книгой «Элементы равновесной термодинамики», основанной на своих лекциях, которая была опубликована после его смерти.

## Литературная деятельность
Первое фантастическое произведение — рассказ «Земной рай», написанный совместно с Ю. Коптевым и опубликованный в журнале «Нева» в 1962 году.
Автор единственного крупного научно-фантастического произведения — романа «Под одним солнцем», изданного в сборнике Лениздата «В мире фантастики и приключений» в 1964 году.
Основное внимание в романе уделяется психологическим и социальным проблемам. Описанные в нём марсиане практически ничем не отличаются от людей и, хотя действие отнесено на много миллионов лет назад, его герои кажутся нашими современниками. Общество Церекса (Марса) показано как диктатура меньшинства с характерными признаками деградирующего капитализма. Наука и техника, хотя и достигшие высокого уровня, находятся в глубоком застое, биологическая усталость вызывает равнодушие и пассивность. В такой обстановке по инициативе нескольких учёных организуется экспедиция на Арбинаду (Землю). История этой экспедиции и занимает центральную часть романа. На Земле в это время — мезозойская эра. Столкнувшись с буйным и разнообразным миром чужой планеты, один из героев романа приходит к выводу, что именно Арбинаде предстоит со временем стать колыбелью нового человечества, которое примет у старших собратьев по разуму эстафету цивилизации.
Несмотря на то, что роман был в целом одобрен критикой, В. Невинский вскоре оставил литературную деятельность
В 1968 году принимал участие в написании коллективной фантастической повести-буриме «Летающие кочевники».

## Публикации

### Научные труды

#### Книги
- Невинский В. В. Гидрогазодинамика одномерных течений: Учебное пособие. — Л.: ЛПИ, 1972. — 141 с.
- Невинский В. В. Гидрогазодинамика плоских и пространственных течений: Учебное пособие. — Л.: ЛПИ, 1975.
- Невинский В. В. Гидрогазодинамика потоков вязкой жидкости: Учебное пособие. — Л.: ЛПИ, 1980. — 77 с.
- Невинский В. В. Элементы равновесной термодинамики: фундаментальные понятия и приложения: Учебное пособие для студентов. — СПб.: Энерготех, 2005. — 343 с. — 200 экз. — ISBN 5933640050.

#### Статьи
- Невинский В. В., Розенблюм В. И. Расчётное исследование двухфазных потоков // Доклады V конференции по гидродинамике. — Киев, 1974. — С. 31—32.
- Невинский В. В., Розенблюм В. И., Шлейфер А. А. Одномерное движение двухфазного потока в каналах переменного сечения с прямолинейной осью // В кн.: Вопросы энергопереноса в неоднородных средах. — Минск, 1975.
- Зысин В.А., Невинский В. В. и др. Исследование тепло- и массообмена взвешенной влаги с высокотемпературным парогазовым потоком // Материалы V Всесоюзной конференции по тепломассообмену. — Минск, 1976. — Т. 3. — С. 174—178.
- Невинский В. В., Розенблюм В. И., Тарасов Ю. И., Тарасенко А. М. Влияние защищаемой системы на работу предохранительного клапана // Гидравлические и гидродинамические исследования арматуры. — Л.: ЛКБА, 1981. — С. 42—50.
- Невинский В. В., Розенблюм В. И., Савельев М. И. Численное решение прямой одномерной задачи критического течения в соплах… // Инженерно-физический журнал. — 1981. — № 3. — С. 427—431.

### Фантастика
- Коптев Ю., Невинский В. Земной рай // Нева. — 1962. — № 8. — С. 209—211.
- Коптев Ю., Невинский В. Земной рай. Совершенно фантастический рассказ. [Подгот. к печати в журн. «Нева»] // Советская Россия. — 1962, 17 июня.
- Коптев Ю., Невинский В. Раздвоение личности: [Фантаст. юмореска] // Звезда. — 1963. — № 7. — С. 215—219.
- Невинский В. Под одним солнцем // В кн: В мире фантастики и приключений. — Л.: Лениздат, 1964. — С. 19—227.
- Невинский В., Шалимов А. Летающие кочевники (глава повести-буриме) // Костёр. — 1968. — № 10. — С. 37—42.